# سيلوسب مكسيكي
سيلوسب مكسيكي (باللاتينية: Psilocybe mexicana) هو فطر من أحد أنواع المشروم المنتج للسيلوسيبين، عُرفت منذ أكثر من 2,000 سنة في قارتي أميركا الشمالية والوسطى. عرفها قبائل الآزتك باسم teonanácatl وتعني (آلهة المشروم). يجرم قانون الولايات المتحدة حيازة هذا النبات، وذلك منذ عام 1970، لاحتوائه على مادة السيلوسيبين المهلوسة.

## الإنتشار والموطن
يوجد السيلوسب المكسيكي بمجموعات صغيرة بالمناطق الرطبة وجنبات الطرق والمروج الرطبة ومزارع الذرة، ضمن مجموعة من الحزازيات وتكون ارتفاع المناطق المتواجدة ضمنها بين 300 - 550 متر. توجد بشكل خاص في المكسيك، وكوستريكا، وغواتيمالا. ويبدأ الإثمار من شهر مايو حتى شهر أكتوبر.

## معرض الصور

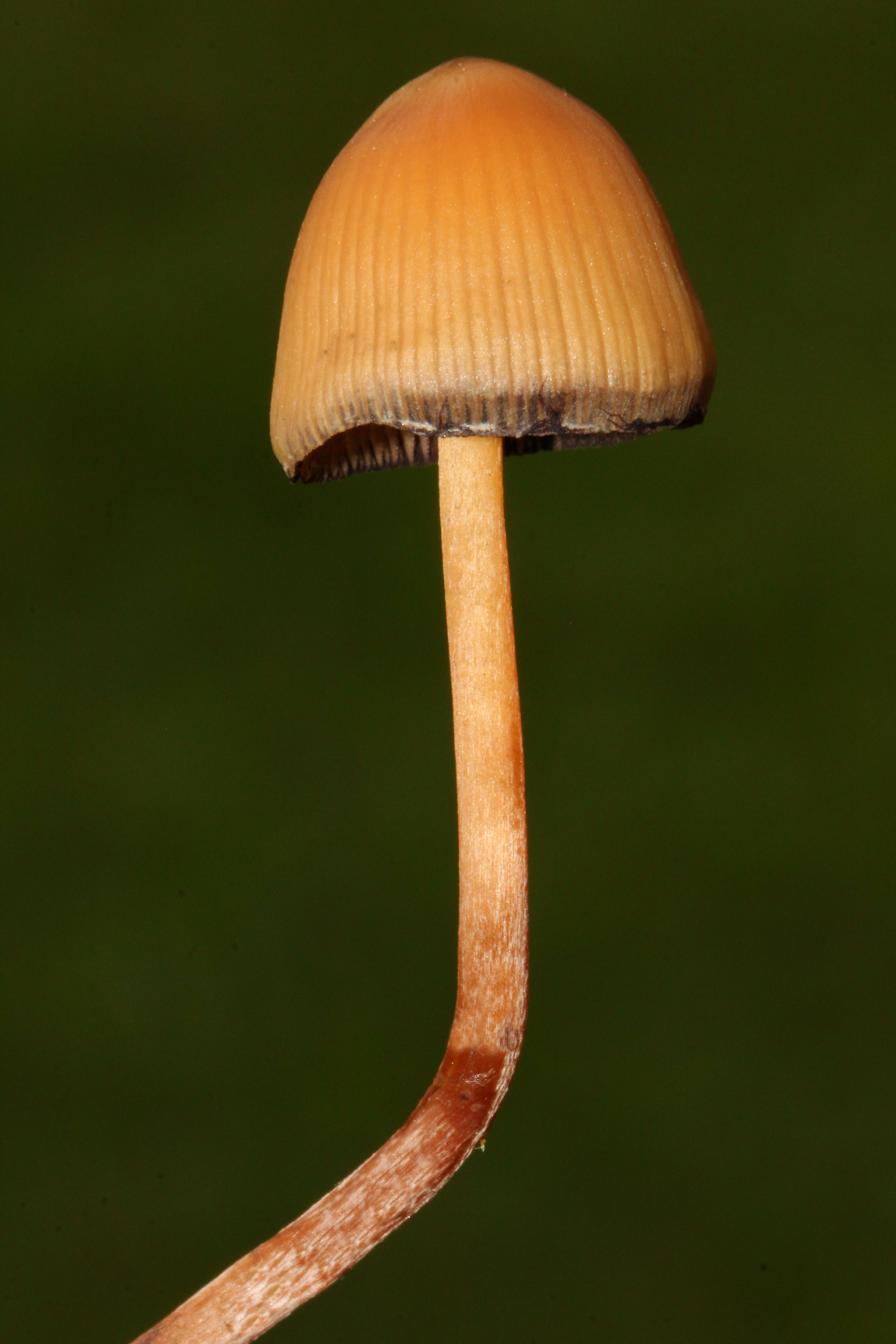
Psilocybe mexicana من فيراكروز، المكسيك
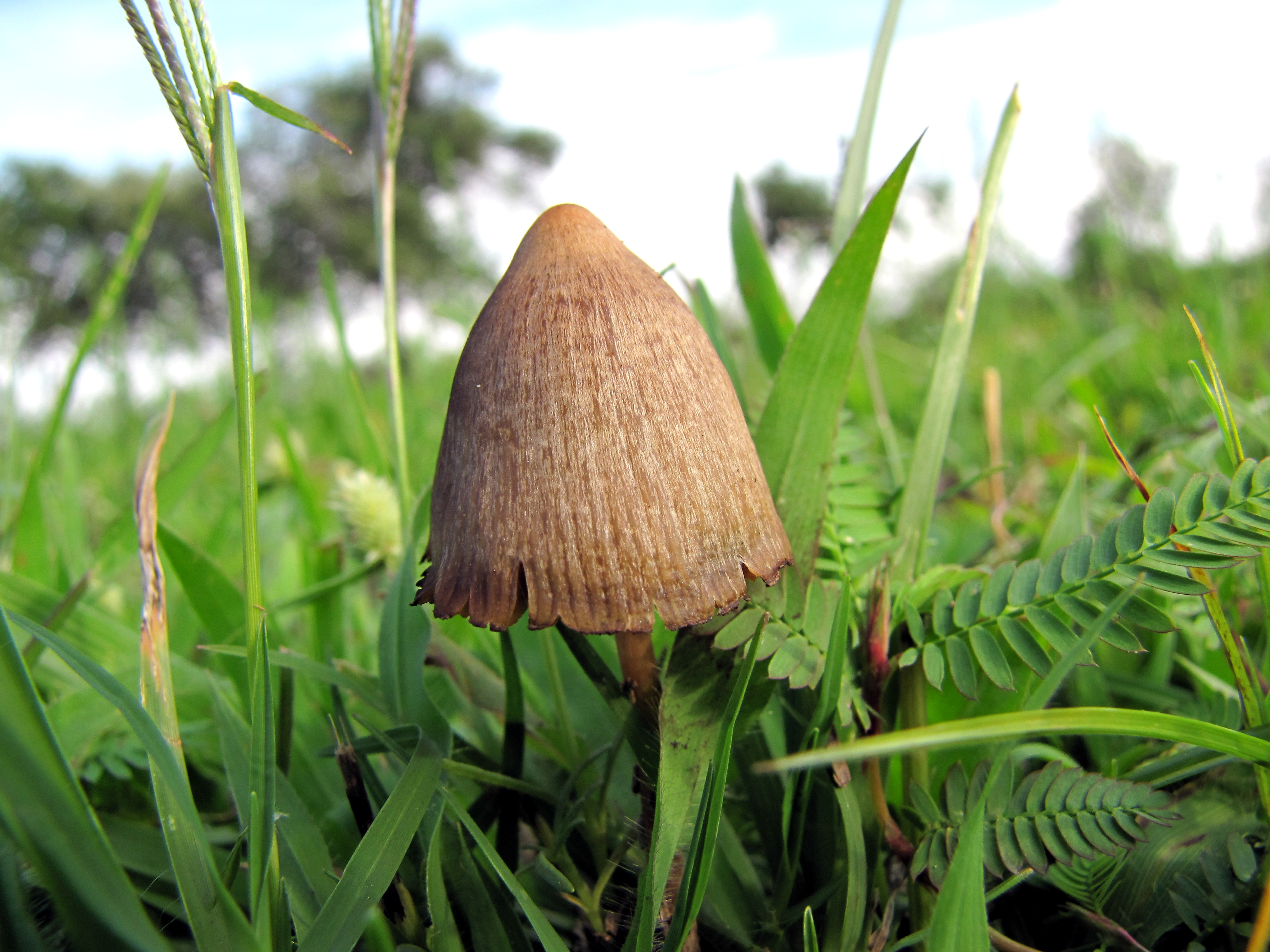
Psilocybe mexicana من خاليسكو، المكسيك
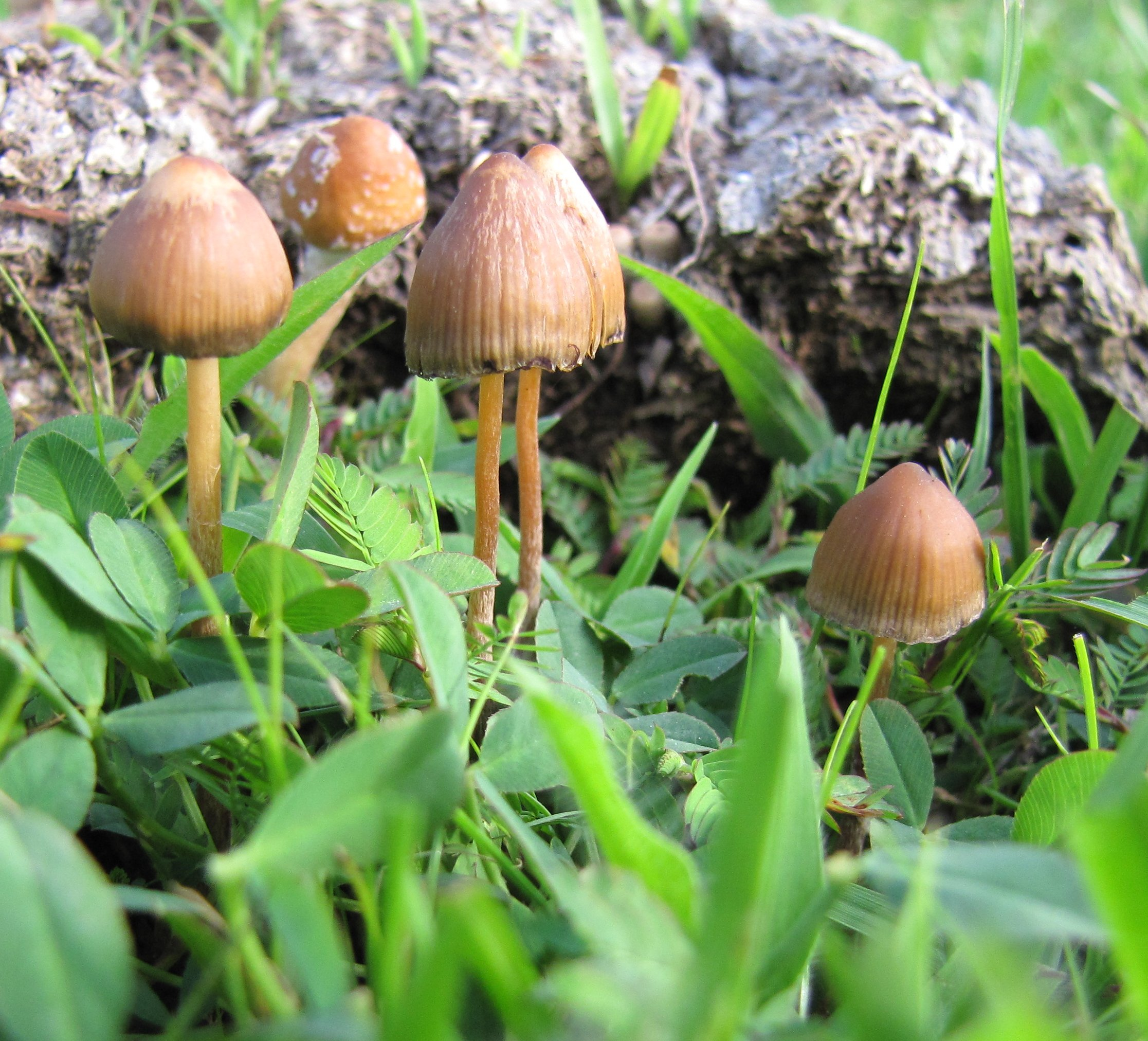
Psilocybe mexicana من خاليسكو، المكسيك
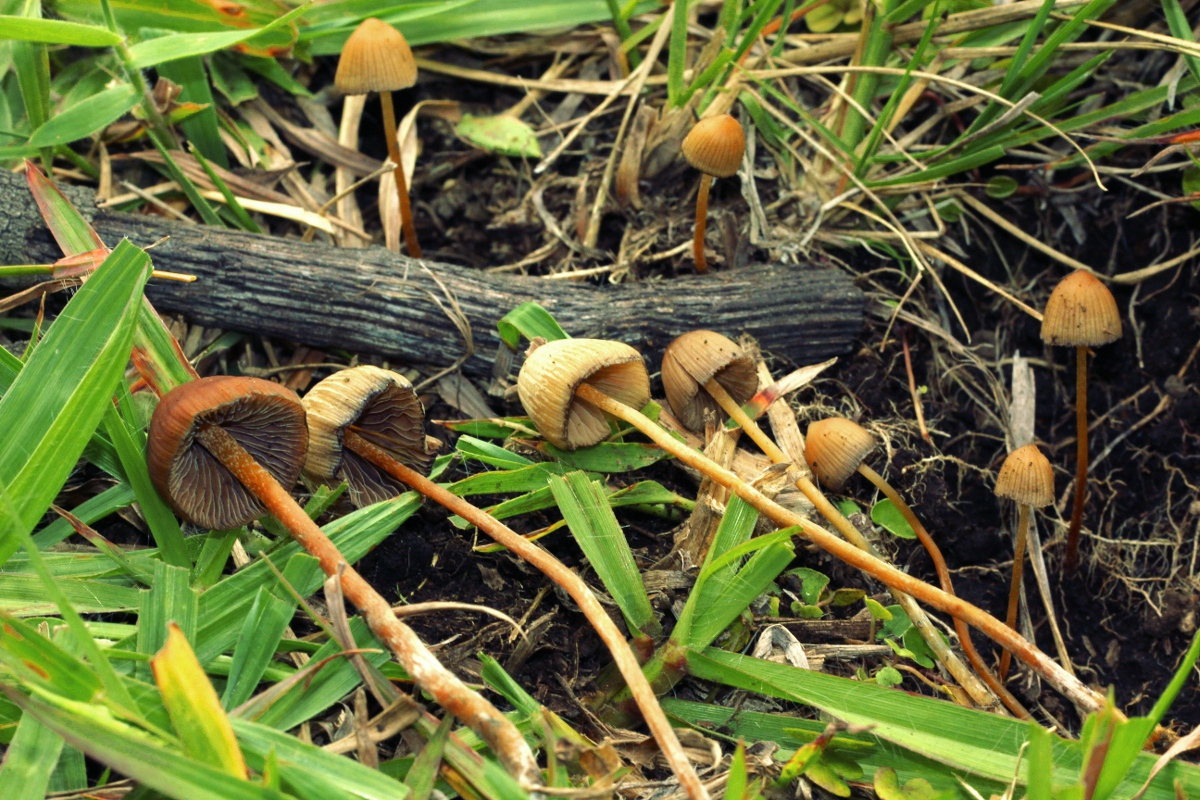
Psilocybe mexicana من فيراكروز، المكسيك